# محمد معصومی‌زاده
محمد معصومی زاده بازیکن بوشهری تیم ملی فوتبال ساحلی ایران است که در پست مهاجم بازی می‌کند. وی از سال ۱۳۹۷ در عضویت تیم ملی فوتبال ساحلی ایران است.
او با تیم فوتبال ساحلی یک بار در سال ۲۰۱۹ قهرمان مسابقات جام بین قاره ای که در کشور امارات شده‌است.
او هم‌اکنون عضو تیم پارس جنوبی بوشهر است.
معصومی زاده در سال ۱۳۹۸ به عنوان برترین بازیکن فوتبال ساحلی در ایران معرفی شد.